# Голушко, Николай Михайлович
Никола́й Миха́йлович Голу́шко (21 июня 1937, с. Андреевка, Рузаевский район, Северо-Казахстанская область, Казахская ССР, СССР — 10 августа 2025, Москва, Россия) —  советский и российский деятель органов государственной безопасности 
Председатель КГБ Украинской ССР (1987—1991). Первый заместитель министра безопасности Российской Федерации (1992—1993). И. о. министра безопасности Российской Федерации (1993). Директор Федеральной службы контрразведки Российской Федерации (1993—1994). Генерал-полковник (1992).

## Биография
Окончил юридический факультет Томского государственного университета в 1959 году.
В 1959 по 1963 гг. — следователь в органах прокуратуры г. Кемерово. Член КПСС (1963—1991 гг.). В 1963 по 1971 оперуполномоченный, затем старший оперуполномоченный Второго отдела (контрразведка) Управления КГБ СССР по Кемеровской области.
В 1971 по 1974 гг. — начальник отделения, затем заместитель начальника Пятого отдела (борьба с идеологическими диверсиями) Управления КГБ по Кемеровской области.
В 1974—1976 гг. — начальник первого отделения Второго отдела (борьба с национализмом) Пятого управления КГБ СССР.
В 1976—1983 гг. — заместитель начальника и затем начальник Второго отдела Пятого управления КГБ СССР
В 1983—1984 — заместитель начальника Пятого управления КГБ.
В 1984—1987 гг. — первый заместитель начальника секретариата КГБ, начальник дежурной службы КГБ.
C мая 1987 по сентябрь 1991 гг. — председатель КГБ Украинской ССР, член Коллегии КГБ СССР.
C 1989 г. по 1991 г. — народный депутат СССР от Коростышевского территориального избирательного округа № 449 Житомирской области Украинской ССР. Член Комитета Верховного Совета СССР по вопросам правопорядка и борьбы с преступностью.
С 20 сентября по 6 ноября 1991 г. — и. о. председателя Службы национальной безопасности Украины.
С ноября по декабрь 1991 г. — начальник секретариата КГБ СССР.
С 24 января 1992 г. — заместитель министра безопасности Российской Федерации, а с 15 июня того же года первый заместитель министра безопасности Российской Федерации.
С 23 декабря 1992 года — первый заместитель министра — начальник штаба министерства безопасности Российской Федерации.
С 28 июля 1993 г. — и. о. министра безопасности Российской Федерации.
18 сентября 1993 года Указом Президента Российской Федерации Б. Н. Ельцина был назначен министром безопасности. Однако, это назначение не было согласовано c Верховным Советом России, как это требовали статьи 109 и 123 действовавшей на тот момент Конституции РСФСР и статья 9 Закона РФ «О Совете Министров-Правительстве Российской Федерации».
С 21 декабря 1993 г. по 28 февраля 1994 г. — директор Федеральной службы контрразведки Российской Федерации.
С апреля 1996 г. по 1998 г. работал советником директора ФСБ России. С 2000 г. был членом наблюдательного совета банка «Гарант-Инвест», председателем совета директоров банка «Гарант-Инвест».
Умер 10 августа 2025 года. Похоронен в Москве на Троекуровском кладбище.

## Семья
Женат. Имеет сына-инженера и три внука.

## Награды
- Орден Трудового Красного Знамени (1987)[2]
- Орден Красной Звезды (1982)[2]
- Орден «Знак Почёта» (1977)[2]
- Орден «За личное мужество» (7 октября 1993 года) — за мужество и отвагу, проявленные при пресечении попытки государственного переворота 3-4 октября 1993 года в городе Москве[21].
- Почётный сотрудник госбезопасности (1979)[2]

## Труды
- В спецслужбах трех государств. — М., 2009. — 891, [1] с., [16] л. портр., цв. портр.
- КГБ Украины. Последний председатель. / [в 2 т.] 3-е изд., доп. и перераб. — М. : Граница, 2016. — ISBN 978-5-94691-850-3